# Voina
Voina (en rus, Война, «guerra») és un grup d'art de carrer rus conegut per les seves obres de performance polític. El grup ha tingut més de seixanta membres, incloent estudiants passats i presents de l'Escola Rodchenko de Fotografia de Moscou, la Universitat Estatal de Moscou (UEM) i la Universitat de Tartu. No obstant això, el grup no col·labora amb institucions privades o estatals, i no rep suport de cap comissari d'exposicions ni galerista rus.
Les activitats de Voina van des de protestes de carrer, bromes simbòliques en llocs públics i happenings, fins al vandalisme i destrucció de propietats públiques, fet pel qual s'han registrat més d'una dotzena de causes penals contra el grup. El 7 d'abril de 2011, el grup va ser guardonat amb el premi Innovació en la categoria Obra d'Art Visual del Ministeri de Cultura de Rússia.

## Història
Oleg Vorotnikov, un llicenciat en filosofia de la UEM, és considerat el fundador de Voina. L'activista Anton Kotenev ha arribat a dir que «Voina és Vorotnikov». El 2005, Vorotnikov i Natalia Sokol, que aleshores era una estudiant de física de la UEM, van crear el grup d'art Sokoleg, el qual estava centrat principalment en la fotografia a gran escala. La primavera de 2006 van conèixer Anton Nikolaev, dirigent del grup d'art Bombily, amb qui van començar a col·laborar (bombila és una paraula d'argot en rus per designar un taxista sense llicència, normalment d'origen caucàsic, que condueix una «bomba» o cotxe en mal estat). El grup es va començar a reunir a l'estudi de l'artista de performance Oleg Kulik.
A principis de 2007, els membre més radicals i amb més consciència política del projecte van crear Voina, liderat per Vorotnikov, també conegut com Vor («Lladre») i la seva esposa Natalia Sokol, també coneguda com a Kozol, Koza o Kozlyonok («Cabreta»). El grup va ser creat amb un programa polític d'esquerres «perquè l'espectre polític d'esquerres està generalment absent en l'art rus».
Altres membres claus de l'organització van ser Leonid Nikolayev (Lyonya Yobnuty, «Tió el boig» o «Leo el tarat») i Alexei Plutser-Sarno (Plut, «Pocavergonya»), autor principal dels textos i de l'art multimèdia del grup. El col·lectiu no tenia ingressos, i rebutjava per principi el treball assalariat i l'ús dels diners. Els seus membres subsistien seguint una ètica autogestionada de reciclar menjar en les escombraries i van convertir el «robatori de menjar i beguda dels supermercats en una forma d'art».
Nadezhda Tolokonnikova i la seva parella Piotr Verzilov van ser membres de Voina des del començament, i van viure amb el grup com a okupes en un garatge de cotxes. No obstant això, es van separar del grup original a la darreria de 2009 i van formar un grup propi. Tolokonnikova va ser empresonada més tard per la seva participació en el concert punk de les Pussy Riot a la Catedral del Crist Salvador de Moscou.
El febrer de 2011, els activistes Oleg Vorotnikov i Leonid Nikolayev van ser alliberats sota fiança després de quatre mesos sota custòdia de la policia de Moscou, en relació amb una protesta contra la corrupció. En aquell moment s'enfrontaven a set anys de presó. En resposta a l'arrest, l'artista de grafiti Banksy va ajudar a recaptar diners per als activistes. També han estat denunciats per grups d'extrema dreta com Sínode Popular.

## Primeres obres

### Hora Mordoviana
L'u de maig de 2007, Voina va escenificar una celebració del Dia Internacional dels Treballadors, anomenada Hora Mordoviana, en la qual es van llençar gats vius sobre les caixes registradores del restaurant McDonald's a Serpukhovskaya, Moscou, «a fi de trencar la ingratitud de la rutina diària dels treballadors». Aquest projecte va ser coordinat amb el grup d'art Bombily. L'acció va ser presenciada per dos policies de paisà que van arrestar Pyotr Verzilov i es van quedar amb dos gats com a prova. Els càrrecs contra Verzilov van ser finalment desestimats.

### Festí
El 24 d'agost de 2007, Voina va organitzar una vetlla per al poeta absurdista Dmitry Prígov, amb una taula en la qual es va servir menjar i vodka, instal·lada en un vagó del metro de Moscou. Al principi havien planejat una acció en la qual Prígov pogués prendre-hi part, però va morir abans d'implementar-la. Més tard van dur a terme una acció similar al metro de Kíev.

### Cardar per a l'os hereu!
Voina va captar l'atenció del gran públic per primera vegada amb Cardar per a l'os hereu!, duta a terme el 29 de febrer de 2008, la vigília de l'elecció del president rus Dmitri Medvédev. En ella, cinc parelles van tenir sexe en públic al Museu Estatal de Biologia Timiryazev de Moscou, i entre els activistes hi eren Vera Kondakova i Alexandre Karpenko. Encara que no va haver-hi repercussions legals immediates, diversos dels participants es van enfrontar a una acció disciplinària per part del departament de filosofia de la Universitat de Moscou.
Alexei Plutser-Sarno, lingüista i autor d'un diccionari de blasfèmies, va participar en l'acció i després va escriure sobre ella un article molt detallat però una mica fantasiós. Malgrat criticar l'acció per la falta d'originalitat (altres accions similars havien estat escenificades anteriorment per altres grups russos de performances artístiques), poc després va ser acceptat com a membre de Voina de ple dret. Es convertí en el portaveu del grup i en documentà les activitats al seu blog.

### Humiliació d'un policia a casa seua
El 6 de maig de 2008, els activistes de Voina van entrar a una petita comissaria de policia de Bolxevo, prop de Moscou. Van posar un retrat de Dmitri Medvedev a les barres de la presó, i van penjar cartells amb frases com «Mateu els immigrants» i «Abandoneu tota esperança aquells que entreu aquí». A continuació van formar una piràmide humana i van recitar poemes de Prígov.

### Policia amb una sotana de capellà
El 3 de juliol de 2008 Oleg Vorotnikov es va posar la túnica d'un sacerdot ortodox rus i el barret d'un agent de policia, va entrar en un supermercat i després se'n va anar sense pagar amb un carret de la compra ple de menjar, per així demostrar la «invulnerabilitat» d'aquests estrats socials.

### En memòria dels desembristes
El 7 de setembre de 2008, per a protestar contra els comentaris homòfobs i racistes de l'alcalde de Moscou, Yuri Luzhkov, Voina va escenificar l'execució a la forca de dos homes homosexuals i tres treballadors temporers de l'Àsia central a un centre comercial de Moscou. El títol de l'obra era una referència a la Revolta decabrista, la revolta militar de 1825 contra l'emperador Nicolau I de Rússia. Alguns membres del grup portaven un cartell que deia «A ningú li importa una merda Péstel», en referència al revolucionari desembrista executat Pàvel Péstel.
Més tard, el 2012, Vladímir Putin emprà aquesta acció en resposta a les crítiques d'Angela Merkel sobre el cas Pussy Riot. Va acusar-ne els participants d'«antisemitisme» i va declarar que havien dit que «necessitem lliurar-nos d'aquest tipus de persones a Moscou». A la pàgina web del Ressò de Moscou, l'activista gai Oleg Vasilyev es va identificar com l'home jueu l'execució del qual va ser simulada. A més, va rebutjar rotundament la versió dels fets presentada per Putin, afirmant que «pràcticament tot a la seva declaració era falsa». També va explicar que els jueus ni tan sols van ser esmentats durant l'acció, només en l'article de blog de Plutser-Sarno i que, a més, Plutser-Sarno era jueu.

### L'assalt de la Casa Blanca
La nit del 6 i al 7 de novembre de 2008, Voina va aconseguir accedir a una habitació situada a l'àtic de l'Hotel Ucraïna, que es troba enfront de l'edifici de la Casa Blanca de Moscou, seu del Govern de la Federació Russa. Mitjançant un subterfugi, introduïren un enorme projector de làser a l'hotel. Es van quedar atrapats amb el projector en un ascensor, però van sortir-ne trencant el sostre, inutilitzant així el mecanisme d'obertura. L'equip de projecció va ser utilitzat per projectar una bandera pirata de dotze plantes d'alçada sobre la façana de l'edifici de la Casa Blanca. Mentrestant, altres activistes van representar un «assalt» de l'edifici, en el qual van escalar les portes de ferro de vuit metres d'alçada situades davant.

### La prohibició dels clubs
El 28 de desembre de 2008, membres de Voina van soldar les portes d'entrada del restaurant Oprichnik, utilitzant un llum de carbur i làmines de metall. A l'escena van deixar un missatge: «Per a la seguretat dels nostres ciutadans, les portes del club d'elit Oprichnik han estat reforçades».

### Polla al Cul – Concert punk al Tribunal
El maig de 2009, membres de Voina van interrompre una audiència judicial en la qual s'havia convocat el director del Museu i Centre Públic Andrei Sakharov, i que s'estava duent a terme a Moscou. Es van presentar com un grup punk anomenat Polla al Cul i van tocar una cançó, «Tots els policies són uns malparits, recorda-te'n d'això», usant instruments i un petit amplificador que havien introduït d'amagat a la sala d'audiències. L'actuació va durar menys de dos minuts, ja que van ser ràpidament expulsats per les per forces de seguretat.

## Separació
La divisió del col·lectiu Voina en dos grups va ocórrer en relació amb una acció artística realitzada al novembre de 2009. Tolokonnikova i Verzilov van anar a Kíev, a Ucraïna, per a prestar ajuda a una acció de l'artista-activista ucraïnès Alexander Volodarsky.
A l'Edifici Verkhovna Rada, seu del Parlament ucraïnès, Volodarsky i la seva parella van ser arrestats per despullar-se i simular sexe en públic. Com a resultat, Volodarsky va estar detingut per la policia durant sis setmanes i va complir una condemna de sis mesos en una colònia penitenciària.
Segons altres membres, la raó per la qual Voina es va dividir en dues faccions va ser que Tolokonnikova i Verzilov s'havien convertit en informants de la policia contra Volodarsky, i que havien robat els objectes personals de Volodarsky, el seu ordinador portàtil i els seus diners, mentre aquest estava detingut. Diversos anys més tard, Volodarsky va dir que la performance artística sexual de Kíev havia estat un nyap més que una traïció, i es va descriure a si mateix com «una peça de la negociació en un conflicte de faccions». Així i tot, el grup Voina original també sosté que Verzilov més tard els havia robat discos durs, fotografies i altres tipus de material, amb l'objectiu d'autopromocionar-se.
El desembre de 2009, Tolokonnikova i Verzilov van ser expulsat i es van mudar a un altre lloc per a reorganitzar-se com un grup diferent. Aquest conflicte més tard es va convertir en una disputa per saber quina facció hauria de ser acreditada per diversos treballs creats sota el nom de Voina.
Verzilov ha seguit utilitzant el nom de Voina malgrat les objeccions de Vorotnikov i altres membres de Voina. El seu grup és de vegades conegut com la «facció de Moscou» de Voina però, no obstant això, Vorotnikov rebutja aquesta denominació i continua al·legant que Verzilov és un agent provocador de la policia. Verzilov es considera un dels cofundadors de Voina i pensa que és legítim seguir utilitzant el nom de Voina. Rebutja les acusacions de ser un informador de la policia però no ofereix cap altra explicació.

## Activitats dels membres originals a partir de 2009

### Polla capturada pel FSB
La nit del 14 juny de 2010, Voina va pintar un fal·lus gegant de 65 metres de llarg sobre la superfície del pont llevadís Liteyny que porta fins al Bolshoy Dom, seu del Servei de Seguretat Federal a Sant Petersburg. La pintura estava titulada Penis espacial galàctic gegant. El grup va estudiar els moviments del tràfic al voltant del pont, i va organitzar pràctiques coordinades durant les dues setmanes prèvies a l'acció en una parcel·la d'aparcament, ja que només disposaven de trenta segons per completar la pintura abans que el pont s'aixequés.

### Com pispar un pollastre
El 20 de juliol de 2010, Voina va escenificar una de les seves accions més notòries al supermercat Nakhodka de Sant Petersburg. Una activista femenina de Voina sobrenomenada Cony vacu amb popes inconcebiblement enormes va treure un pollastre de la secció refrigerada del supermercat i després treballosament va embotir l'au sencera dins de la seva pròpia vagina, mentre era filmada per altres membres de Voina. A continuació va robar el pollastre en anar-se'n del supermercat sense pagar, amb el pollastre encara dins d'ella, per a unir-se als manifestants que esperaven fora de la botiga. Els activistes portaven cartells que lletrejaven la paraula bezblyadno, la qual es tradueix per «sense fer de puta», en referència al rebuig del grup pel treball assalariat i la seva afició al robatori de menjar, i un joc de paraules amb l'expressió besplatno, «lliure (de càrrec)».

### Cop de palau
El 20 de setembre de 2010, membres de Voina van capgirar un cotxe de policia sacsejant-ho de costat a costat, amb el pretext de recuperar una pilota de futbol per a Kasper (el fill de Vorotnikov i Sokol).

### Acte de fe policial, o Fotut Prometeu
En una acció més dràstica i destructiva, el 31 de desembre de 2011 Voina va perpetrar un atac piròman a Sant Petersburg en el qual va ser destruït un furgó policial. Aquell cap d'any van assaltar una comissaria de policia i van usar còctels molotov per a destruir el vehicle. El portaveu de Voina, Plutser-Sarno, va escriure en una declaració: «Compreneu que això no és art, és una acció més enllà de l'art. Aquesta serà la nostra Foguera de les Vanitats».

## Activitats de la facció de Moscou des de 2009

### Tribunal de paneroles
El 12 de juliol de 2010, Yuri Samodurov i Andrei Erofeev, comissaris de l'exposició Art Prohibit 2006, van ser condemnats pel Tribunal de Tagansky, a Moscou, per «incitar a l'odi religiós». El grup conservador ortodox Sínode Popular s'havia ofès per obres que representaven a Mickey Mouse com a Lenin i Jesucrist.
Els membres de Voina es van introduir a l'edifici del tribunal amb la intenció d'alliberar aproximadament 3500 paneroles gegants de Madagascar vives. Encara no estar clar fins a quin punt van tenir èxit. El procés de cria i recollida de paneroles ha estat documentat, però no existeix cap evidència fotogràfica de l'alliberament a l'interior del tribunal. L'activista Yekaterina Samutsevich, que es trobava entre els que havien planejat infiltrar-se en el tribunal amb els insectes, va ser més tard jutjada a la mateixa sala del jutjat, abans de ser sentenciada a llibertat condicional en el judici contra Pussy Riot.

### Operació: besar les escombraries
El gener i febrer de 2011, Voina va protagonitzar una sèrie de provocacions a llocs públics de Moscou, com a part d'una sèrie anomenada Operació: besar les escombraries. En rus, la paraula musor («escombraries») és la paraula d'argot més ofensiva per cridar els agents de policia. L'acció va consistir en que les activistes femenines del grup s'acostessin i robessin petons a policies sense previ avís o consentiment, i va tenir lloc en les estacions de metro i als carrers. Aquesta acció va ser realitzada com a protesta anticipatòria de la Nova Llei de la Policia signada pel President Medvedev, la qual va entrar en vigor el primer de març de 2011.

### Pussy Riot
El grup Pussy Riot es va formar a l'agost de 2011, amb Nadezhda Tolokonnikova i Yekaterina Samutsevich, membres de la facció moscovita de Voina.

## Altres esdeveniments
El 15 de novembre de 2010, Leonid Nikolayev i Oleg Vorotnikov van ser arrestats per capgirar set cotxes de policia buits com a acció de performance artística, anomenada Revolució de Palau. Els càrrecs oficials van ser la violació de l'article 213, paràgraf 1, element B del Codi Criminal: gamberrisme motivat per odi o hostilitat cap a un grup social. Es va denegar la llibertat sota fiança, i el judici va ser programat pel 28 de febrer de 2011. Quan va ser alliberat el febrer de 2011, Vorotnikov va deixar finalment la seva fiança sense pagar i va fugir.
El 31 de març de 2011, Vorotnikov va ser arrestat de nou en un incident no relacionat amb els anteriors, per assaltar un agent de policia en una manifestació política no autoritzada. Els activistes s'havien unit al grup Strategy-31 que es manifestava a favor d'una aplicació apropiada de l'article 31 de la constitució russa, el qual garanteix el dret a reunir-se de manera pacífica. La manifestació va desembocar en una confrontació després que alguns activistes van ruixar els agents de policia amb ampolles que contenien la seva pròpia orina. Vorotnikov va ser arrestat i alliberat. Així i tot, una ordre internacional d'arrest va ser emesa posteriorment per al seu segon arrest, el juliol de 2011.
Nikolayev, Vorotnikov, i una tercera integrant de Voina, Natalya Sokol, al·leguen haver estat atacades per membres de la policia antiextremisme vestits de paisà a Sant Petersburg. La pallissa va ocórrer després d'una roda de premsa en la qual els membres de Voina van parlar sobre les condicions de la seva detenció. Han estat vivint com a fugitives a l'àrea de Sant Petersburg i han intentat evadir-se de la policia canviant de lloc sovint.
El 7 d'abril de 2011, el grup va ser guardonat amb el premi Innovació en la categoria Obra d'Art visual, establert pel Ministeri de Cultura. El premi va ser lliurat pel fal·lus sobre el pont llevadís a Sant Petersburg, dibuixat la nit del 15 de juny de 2010. Quan el pont s'obria, el penis de 65 metres de llarg quedava davant del FSB de Sant Petersburg (anterior seu del KGB). El premi era de 400.000 rubles (aproximadament 10.000 euros).
Els participants del grup artístic no van assistir al lliurament del premi. Leonid Nikolayev i Oleg Vorotnikov van explicar que això es devia al fet que consideraven que el seu treball no requeria cap aprovació formal.
L'1 de juliol de 2011, es va saber que havien fet donació dels 400.000 rubles del premi estatal Innovació a l'organització Àgora d'ajuda als presos polítics.
En algun moment entre 2012 i 2013, Vorotnikov, Sokol i els seus dos fills van fugir de Rússia cap a Itàlia, malgrat l'excepcional ordre d'arrest contra ells emesa per Interpol. El 10 de gener de 2013, un vídeo va ser pujat a YouTube en el qual aparentment es veu a Vorotnikov donant una conferència en una galeria d'art independent instal·lada en un magatzem de sal abandonat de Venècia.
El 24 de setembre de 2015, un membre prominent de Voina, Leonid Nikolaev, va morir a causa d'una caiguda soferta mentre estava esporgant arbres.

### Fotografies
- Dolcy, Marlon (20 desembre 2010). «Anarquistes d'art rus s'expliquen Arxivat 2010-12-26 a Wayback Machine.»
- Com pispar un pollastre

### Vídeos
- Polla capturada pel FSB
- Un Regal d'I. Luzhkov, En memòria dels desembristes
- Дворцовый Переворот, акция арт-группы »ВОЙНА», Capgirant un cotxe de policia